# Villard (Creuse)
Villard é uma comuna francesa na região administrativa da Nova Aquitânia, no departamento de Creuse. Estende-se por uma área de 16,37 km². Em 2010 a comuna tinha 375 habitantes (densidade: 22,9 hab./km²).